# Meetic
Meetic è un sito francese di incontri online fondato nel 2001 in Francia. Dal 2013 appartiene al Match Group.

## Storia
Nel 2000, Marc Simoncini cedette a Vivendi la propria partecipazione nel sito di hosting ‘’iFrance’’ per un importo di 182 milioni di euro, principalmente costituito da azioni di Vivendi che pochi mesi avrebbero perso il 93% del loro valore di mercato. Ciò aggravò l’esposizione debitoria di Simoncini, che aveva preso a prestito del denaro garantito da quel pacchetto di azioni.
Secondo quanto riferito da Simoncini stesso, l’idea di creare uno spazio online dedicato agli incontri nacque nel corso di una cena svoltasi alla presenza di tre amici divorziati, che gli raccontarono la difficoltà per i trentenni di trovare un partner.
Nel novembre 2001, fondò Illius SAS, editore di Meetic, e l’anno successivo lanciò ‘’Meetic.fr’’ come sito di incontri online.
La piattaforma prevedeva l’abbonamento per gli utenti di sesso maschile e mirava a creare un sito di incontri sicuro per donne single.
Nel 2003 debuttò ‘Meetic Mobile’’, l’applicazione per terminali mobili. Nell’ottobre 2005, l’azienda fu quotata in borsa.
Nel 2006, l’azienda acquisì ‘’Lexa’’ nei Paesi Bassi e ‘’ParPerfecto’’, sito di incontri brasiliano, oltre ad una presenza nel Regno Unito e in Germania attraverso l’acquisizione di ‘’DatingDirect’’ e di ‘ClearGay’’,  sito di incontri gay francofono.
Secondo JupiterResearch, nel 2007 Meetic era divenuto il più grande sito di incontri in Europa, con oltre 525.000 iscritti. Il motto era ‘’same game, new rules’ (stesso gioco, nuove regole). Nel 2008 fu lanciato ‘’Meetic Affinity’’, il servizio di ‘’matchmaking’’ di Meetic.
Nel febbraio 2009, furono acquisite le attività europee del sito ‘’Match.com’’, arrivando a contare più di 30 milioni di utenti. Nel settembre 2010, Marc Simoncini annunciò la decisione di cedere il proprio pacchetto azionario, pari al 22.98% del capitale di Meetic. All’epoca, Meetic vantava un flusso di cassa netto di 40.6 milioni di euro.
Nel 2011, Match.com diventò l’azionista di maggioranza del gruppo, a seguito di un’offerta pubblica di acquisto (OPA) non competitiva.
Nel dicembre 2012, Meetic Group acquisì la titolarità di Massive Media, il gruppo proprietario del sito ‘’Twoo.com’’.
Nel gennaio 2014, Meetic fu acquisita da InterActiveCorp, diventando parte di Match Group, che già deteneva il 97% delle azioni e aveva lanciato un’OPA residuale per acquisirne la totalità. A seguito dell’accettazione dell’OPA, il ‘’delisting’’ divenne effettivo a decorrere dal 31 gennaio 2014.
A dicembre dello stesso anno, fu lanciata l’applicazione Stepout, che permetteva di localizzare i contatti presenti nelle vicinanze.
Il 19 gennaio 2015, Match.com, proprietaria di Meetic, si quotò al NASDAQ. Sempre nel 2015, ha ricevuto il Prix Qualiweb per la qualità del servizio clienti online.
Nel 2020, nel pieno della pandemia da COVID-19, è stato attivato il supporto alle videochiamate.
Secondo dati di  Médiamétrie, al 2015 Meetic aveva 1.474 milioni di visitatori unici in Francia. Meetic è presente in quindici Paesi europei: Germania, Austria, Belgio, Danimarca, Spagna, Francia, Irlanda, Italia, Norvegia, Paesi Bassi, Portogallo, Regno Unito, Svezia e Svizzera.

## Acquisizioni
Si riporta di seguito l’elenco delle principali acquisizioni:
- febbraio 2006: ‘’Lexa’’, acquisito per 11,5 milioni di euro.[22];
- maggio 2006: ParPerfeito , sito di incontri brasiliano, acquisito per 21,6 milioni di euro[23];
- gennaio 2007: DatingDirect , sito di incontri in inglese, acquisito per 41 milioni di euro[24];
- 2007: quota del 60% di Cleargay, sito di incontri per omosessuali[25];
- novembre 2007: Neu , giocatore di incontri online in Germania che controllava il marchio ‘’Partner.de’’, acquisito per 25 milioni di euro[26];
- 2009: accordo per acquisire le attività europee di ‘’Match.com’’;
- 2012: incorporazione di Massive Media, editore di Twoo.com;
- 2013: acquisizione di ‘’Spraydate’’, sito di incontri svedese;
- maggio 2013: acquisizione di ‘’Pastas Party’’[27];
- settembre 2014: acquisizione della società tedesca Friendscout24[28];
- aprile 2015: acquisizione del sito di incontri ‘’Amoureux.com’’. che diventa Amoureux.com di Meetic[29].

## Amministratori delegati
- 2001-2011 : Marc Simoncini (fondatore);
- 2011-2013 : Philippe Chainieux;
- 2013-2019 : Alexandre Lubot[30];
- Dal 2019 : Matthieu Jacquier.

## Campagne pubblicitarie
Le campagne pubblicitarie di Meetic adottarono i seguenti slogan:
- 2007 : Les règles du jeu ont changé (“Le regole del gioco sono cambiate”);
- 2012 : Voyez plus grand pour vos rencontres e Real people ("Vedi più in grande per i tuoi incontri" e "Persone reali");
- 2013 : Les gens n'attendent que vous (“La gente non attende altri che voi”);
- 2014 : #LoveYourImperfections (“Ama le tue imperfezioni”);
- 2017 : Little details, great stories (“Piccoli dettagli, grandi storie”);
- 2019 : si l’engagement vous fait de l’effet (“Se l’impegno vi fa effetto”).

La campagna pubblicitaria del 2019 differì dalle precedenti per il fatto di basarsi su una presunta anormalità della mente dello spettatore.